# Стари мой приятелю
„Стари мой приятелю“ е неофициалното име на студиен албум на певицата Лили Иванова, под което е известна дългосвиреща грамофонна плоча с каталожен номер ВТА 1897, издадена през 1976 г. от „Балкантон“. На лицето на обложката е написано „Лили Иванова“, като има и нейна снимка, а на гърба – песните и информация за тях. За заглавие на албума в официалния сайт на певицата е посочено името на първата песен от албума, тъй като нерядко плочите от въпросния период не съдържат недвусмислено заглавие на албум, а само име на изпълнител. Албумът съдържа общо 12 песни и е издаден само на грамофонна плоча. Хитове от този албум са: „Стари май приятелю“, „Осъдени души“, „Хризантеми“, „У дома“, „Измислица“, „На загиналите ремсисти“.

### Първа страна
1. „Стари мой приятелю“ – 3:12 (текст: Иля Велчев, музика и аранжимент: Митко Щерев)
2. „На добър път“ – 3:30 (текст: Дамян Дамянов, музика: Тончо Русев, аранжимент: Тончо Русев и Тенко Славов)
3. „У дома“ – 4:20 (текст: Дамян Дамянов, музика и аранжимент: Тончо Русев)
4. „Романс“ – 4:13 (текст: Иля Велчев, музика: Лили Иванова, аранжимент: Митко Щерев)
5. „Жена“ – 2:40 (текст: Стефан Банков, музика: Иван Калчинов, аранжимент: Митко Щерев)
6. „На загиналите ремсисти“ – 3:06 (текст: Павел Матев, музика: Александър Йосифов, аранжимент: Тенко Славов)

Съпровод: Естраден оркестър, диригенти: Митко Щерев (1, 4, 5), Тончо Русев (2, 3); ЕОКТР, диригент: Вили Казасян (6)

### Втора страна
1. „Измислица“ – 3:17 (текст: Илия Буржев, музика и аранжимент: Тончо Русев)
2. „Вяра“ – 3:02 (текст: Павел Матев, музика: Александър Йосифов, аранжимент: Митко Щерев)
3. „Река“ – 2:55 (текст: Стефан Банков, музика: Атанас Косев, аранжимент: Митко Щерев)
4. „Хризантеми“ – 4:38 (текст: Иля Велчев, музика и аранжимент: Митко Щерев)
5. „Прощално“ – 3:14 (текст: Павел Матев, музика: Александър Йосифов, аранжимент: Митко Щерев)
6. „Осъдени души“ – 3:31 (текст: Иля Велчев, музика и аранжимент: Митко Щерев)

Съпровод: Естраден оркестър, диригенти: Митко Щерев (2, 3, 4, 5, 6), Тончо Русев (1)